# Copa de la División Profesional
La Copa de la División Profesional también conocida simplemente como Copa DivPro, fue una copa nacional de fútbol, organizada por la Federación Boliviana de Fútbol, cuya única edición fue la de 2023. El ganador del torneo fue Bolívar obteniendo el único título de esta característica organizado por la FBF.

## Historia
La primera edición se jugó en tres series: A, B, y C. Dos series conformadas por seis equipos y una con cinco. Los mejores tres de cada serie de seis clubes y los dos mejores en la serie de cinco clubes, clasificaron a una liguilla final con cuartos de final, semifinales y final

## Edición
| Edición | Campeón | Resultado    | Subcampeón  |
| ------- | ------- | ------------ | ----------- |
| 2023    | Bolívar | 1 - 2; 1 - 0 | Wilstermann |

## Estadísticas

### Goleadores históricos

#### Por edición
| Edición | Jugador            | Equipo  | Goles |
| ------- | ------------------ | ------- | ----- |
| 2023    | Francisco da Costa | Bolívar | 9     |